# تجار الموت (فلم)
إخراج: كمال الشيخ (مخرج)
تأليف: علي الزرقاني (مؤلف)
تاريخ الإصدار: 7 نوفمبر 1957
دفعت الظروف القاسية بمراد (فريد شوقي) ليشترك مع عصابة يتزعمها طبيب تجرد من المشاعر الإنسانية يدعى عباس (محمود المليجي) حيث أقنعه بالزواج من الفتاة ليلى (إيمان) وتحرير وثيقة تأمين على حياتها ثم قتلها واقتسام مبلغ التأمين بينهما...تتوالى الأحداث ويتعلق مراد بزوجته ليلى ويرفض استكمال الخطة ويحاول جاهدا مساعدة الشرطة في القبض على المجرم عباس.

## الممثلون
- فريد شوقي، (مراد)
- إيمان، (ليلى)
- محمود المليجي، (عباس)
- رشدي أباظة
- سعيد أبو بكر
- عزيزة حلمي
- نظيم شعراوي
- أحمد لوكسر
- فردوس محمد
- سلوي عز الدين - حسين عسر - أحمد أباظة - عبدالعزيز غنيم - سلامه إلياس - عبد القادر المسيري

## فريق العمل
- تصوير: عبد الحليم نصر:مصور
- مونتاج: على الزرقاني:مونتير
- تأليف: على الزرقاني:مؤلف
- إخراج: كمال الشيخ:مخرج

## روابط خارجية
- مقالات تستعمل روابط فنية بلا صلة مع ويكي بيانات